# Johannes Andersson i Stora Backen
Johannes Andersson (i riksdagen kallad Andersson i Stora Backen, senare Åsen), född 11 oktober 1806 i Medelplana socken, död 27 januari 1865 i Björsäters socken, var en svensk riksdagsman i bondeståndet.
Andersson företrädde Kinnefjärdings, Kinne, Skånings och Laske härader av Skaraborgs län vid riksdagarna 1840–1841, 1844–1845 och 1847–1848 och för Vadsbo härad 1859–1860.
Vid riksdagen 1840–1841 var han ledamot i bevillningsutskottet, elektor för justitieombudsmansvalet, ledamot i förstärkta bankoutskottet och suppleant i förstärkta statsutskottet. Vid den urtima riksdagen 1844–1845 var han ledamot i bankoutskottet, elektor för justitieombudsmansvalet, ledamot i förstärkta statsutskottet, elektor för val av tryckfrihetskommitterade och ledamot i förstärkta konstitutionsutskottet.
Under riksdagen 1847–1848 var Andersson ledamot i statsutskottet, elektor för val av tryckfrihetskommitterade och statsrevisor. Vid sin sista riksdag 1859–1860 var Andersson ledamot i talmanskonferensen, elektor för bondeståndets utskottsval, ledamot i statsutskottet och i förstärkta lagutskottet. Han var deputerad att övervara invigningen av Utmelandsmonumentet och ledamot i bondeståndets enskilda besvärsutskott.